# Avant-gardejazz
Avant-gardejazz (ook bekend als avant-jazz) is een muziekstijl en manier van improvisatie die elementen uit avant-gardemuziek en compositie vermengt met elementen uit de traditionele jazz. Avant-jazz vertoont banden en gelijkenissen met freejazz, maar verschilt ervan in de zin dat er bij free jazz doorgaans minder of geen vooraf bepaalde structuren of composities gebruikt worden.